# Ola Alsen
Ola Alsen, nom de plume de Henriette Alsberg (née le 8 mars 1880 à Bonn, morte le 4 mars 1956 à Munich) est une écrivaine et journaliste allemande.

## Biographie
Henriette Alsberg est née le 8 mars 1880 à Bonn. Elle est la fille du marchand juif Lehmann Alsberg et de son épouse Sophie Rosenbaum. Son frère est l'avocat et écrivain Max Alsberg (de), qui se suicide à Samedan en 1933 après avoir été persécuté et diffamé par les nazis. Elle épouse d'abord un M. Blair, divorce puis se remarie aussitôt avec Hanns Schulze (de), l'éditeur du journal 8 Uhr-Abendblatt (de) à Berlin.
Dans les années 1920, elle est l'une des journalistes de mode les plus connues de Berlin. Elle est rédactrice de mode d’Elegante Welt jusqu'en 1936, mais également écrit régulièrement pour Die Dame, Film-Kurier et de 1921 à 1924 pour le Moden-Spiegel, un supplément hebdomadaire du Berliner Tageblatt.
En plus de son travail de journaliste, Ola Alsen écrit régulièrement des romans et des documents qui traitent de questions de mode et de beauté, mais aussi de questions sociales. Écrit en 1917, le roman Das Paradies der Frauen décrit le quotidien du personnage principal dans un salon de mode sur fond d'années de guerre, le récit Die Tochter Lots de 1930 traite du système pénal basé sur le destin de deux femmes. Dans les années 1920, Ola Alsen écrit des scénarios pour des films muets, réalisés par Zoltán Nagy et Richard Eichberg notamment. Son salon berlinois est un lieu de rencontre pour les célébrités politiques et artistiques de Berlin.
Après l'arrivée au pouvoir des nazis en 1933, ses publications sont interdites. Ola Alsen se fait baptiser pour éviter la persécution antisémite. Peu de temps après le suicide de son frère, elle émigre, d'abord en Grande-Bretagne, puis aux États-Unis et ne revient en Allemagne qu'après la fin de la Seconde Guerre mondiale. Elle redevient journaliste de mode et vit alternativement à Zurich et à Munich.

## Œuvre
- Der lustige Hampelmann. Ein Buch für unsere Lieblinge. (avec des illustrations de Gertrud Caspari) 1907.
- Hier wohnt das Glück. Borngraeber, Berlin 1910.
- Die Mode der galanten Zeit. Eine Monographie. Borngraeber, Berlin 1912.
- Das Paradies der Frau. Ein Berliner Roman. Eysler, Berlin 1917.
- Das Geheimnis der Schönheit. Eysler, Berlin 1920.
- Garten der Leidenschaft. Roman. Eysler, Berlin 1920.
- Boudoirluft. Gedanken und Phantasien am Toilettentisch. Eysler, Berlin 1921.
- Briefe der Liebe. Gesammelt von Ola Alsen. Eysler, Berlin 1922.
- Charlotte Bell. Roman. Almanach-Kunstverlag, Berlin 1924.
- Durch Klippen. Roman. Enßlin & Laiblin, Reutlingen 1924.
- Ein Mädchen von heute. Roman. Maschler, Berlin 1925.
- Jung, schön und schlank. Ein Brevier für Lebensglück. Maschler, Berlin 1926.
- Der Tag der Dame. Agfa-Hausdruckerei, Berlin 1927.
- Die elegante Dame. Ratgeber zur Pflege des Äußeren insbesondere der Frisur. Klett, Berlin 1927.
- Er und sie. Eine moderne Gesellschaftsrevue. Drei-Masken-Verlag, München 1928.
- Die Tochter Lots. Aufzeichnungen aus einem Frauengefängnis. Erzählung. Oldenburg, Leipzig 1930.
- Schönheit und Lebensfreude durch Körperpflege. Hesse & Becker, Leipzig 1934.

## Filmographie
- 1921 : Die treibende Kraft, réalisateur : Zoltán Nagy
- 1921 : Des Lebens und der Liebe Wellen, réalisateur : Lorenz Bätz
- 1922 : Monna Vanna, réalisateur : Richard Eichberg
- 1925 : Luxusweibchen, réalisateur : Erich Schönfelder